# Еріх Крюгер
Еріх Крюгер (нім. Erich Krüger; 21 квітня 1918, Варшава — 10 січня 1964) — німецький офіцер-підводник, оберлейтенант-цур-зее резерву крігсмаріне (1 квітня 1944).

## Біографія
В жовтні 1939 року вступив на флот. З травня 1940 року — командир флотилії оборони гавані Тронгейма. В березні-серпні 1943 року пройшов курс підводника. З серпня 1943 по березень 1944 року — 1-й вахтовий офіцер на підводному човні U-382. В жовтні-листопаді пройшов підготовку в 23-й флотилії. З 2 грудня 1944 року — командир U-307, на якому здійснив 4 походи (разом 68 днів у морі). 29 квітня 1945 року U-307 був потоплений Кольській затоці Баренцового моря (69°24′ пн. ш. 33°44′ сх. д.) глибинними бомбами британського фрегата «Лох Інш». 37 членів екіпажу загинули, 14 (включаючи Крюгера) були врятовані і взяті в полон.